# مطلوب (2016 سلسلة أسترالية)
مطلوب (بالإنجليزية: Wanted)‏ هو المسلسل التلفزيوني الدرامي الأسترالي الذي يبث على سبعة الشبكة منذ 9 فبراير 2016.

## روابط خارجية
- مطلوب على موقع IMDb (الإنجليزية)
- مطلوب على موقع روتن توميتوز (الإنجليزية)
- مطلوب على موقع نتفليكس (الإنجليزية)
- مطلوب على موقع فيلمافينيتي (الإسبانية)
- مطلوب على موقع كينوبويسك (الروسية)
- مطلوب على موقع قاعدة بيانات الفيلم (الإنجليزية)